# Dave Berkoff
	David Charles (Dave) Berkoff (Abington), 30 november 1966) is een Amerikaans zwemmer.

## Biografie
Berkoff won tijdens de Olympische Zomerspelen van 1988 de gouden medaille op de 4x100m wisselslag. Op de 100m rugslag zwom Berkoff in de series een wereldrecord, tijdens de finale op dezelfde dag was hij meer dan zes tienden langzamer en moest genoegen nemen met de zilveren medaille achter de Japanner Daichi Suzuki.
Vier jaar later zwom Berkoff alleen in de series van de 4x100m wisselslag omdat zijn landgenoten de finale wonnen ontving Berhoff de gouden medaille. Op de 100m rugslag won hij de bronzen medaille.

## Internationale toernooien
| Jaar | Olympische Spelen                                               | Pan Pacs                                           |
| ---- | --------------------------------------------------------------- | -------------------------------------------------- |
| 1988 | 100m rugslag · 4x100m wisselslag                                |                                                    |
| 1989 |                                                                 |                                                    |
| 1990 |                                                                 |                                                    |
| 1991 |                                                                 | 4e 100m rugslag 7e 200m rugslag 6e 200m wisselslag |
| 1992 | 100m rugslag · 4x100m wisselslag · Berkoff zwom enkel de series |                                                    |

1960: McKinney, Hait, Larson, Farrell ·
1964: Mann, Craig, Schmidt, Clark ·
1968: Hickcox, McKenzie, Russell, Walsh ·
1972: Stamm, Bruce, Spitz, Heidenreich ·
1976: Naber, Hencken, Vogel, Montgomery ·
1980: Kerry, Evans, Tonelli, Brooks ·
1984: Carey, Lundquist, Morales, Gaines ·
1988: Berkoff, Schroeder, Biondi, Jacobs ·
1992: Rouse, Diebel, Morales, Olsen ·
1996: Rouse, Linn, Henderson, Hall ·
2000: Krayzelburg, Moses, Crocker, Hall ·
2004: Peirsol, Hansen, Crocker, Lezak ·
2008: Peirsol, Hansen, Phelps, Lezak ·
2012: Grevers, Hansen, Phelps, Adrian ·
2016: Murphy, Miller, Phelps, Adrian  ·
2020: Murphy, Andrew, Dressel, Apple  ·
2024: Xu, Qin, Sun, Pan